# Олюнген
Олюнге́н (фр. Ohlungen) — коммуна на северо-востоке Франции в регионе Гранд-Эст (бывший Эльзас — Шампань — Арденны — Лотарингия), департамент Нижний Рейн, округ Агно-Висамбур, кантон Агно.
Площадь коммуны — 8,39 км², население — 1331 человек (2006) с тенденцией к стабилизации: 1312 человек (2013), плотность населения — 156,4 чел/км².

## Население
Население коммуны в 2011 году составляло 1326 человек, в 2012 году — 1319 человек, а в 2013-м — 1312 человек.
| 1962 | 1968 | 1975 | 1982 | 1990 | 1999 | 2006 | 2008 | 2011 | 2012 | 2013 |
| ---- | ---- | ---- | ---- | ---- | ---- | ---- | ---- | ---- | ---- | ---- |
| 894  | 919  | 1043 | 1216 | 1177 | 1263 | 1331 | 1351 | 1326 | 1319 | 1312 |

Динамика населения:

## Экономика
В 2010 году из 884 человек трудоспособного возраста (от 15 до 64 лет) 678 были экономически активными, 206 — неактивными (показатель активности 76,7 %, в 1999 году — 78,3 %). Из 678 активных трудоспособных жителей работали 657 человек (354 мужчины и 303 женщины), 21 числились безработными (8 мужчин и 13 женщин). Среди 206 трудоспособных неактивных граждан 66 были учениками либо студентами, 107 — пенсионерами, а ещё 33 — были неактивны в силу других причин.

## Достопримечательности (фотогалерея)

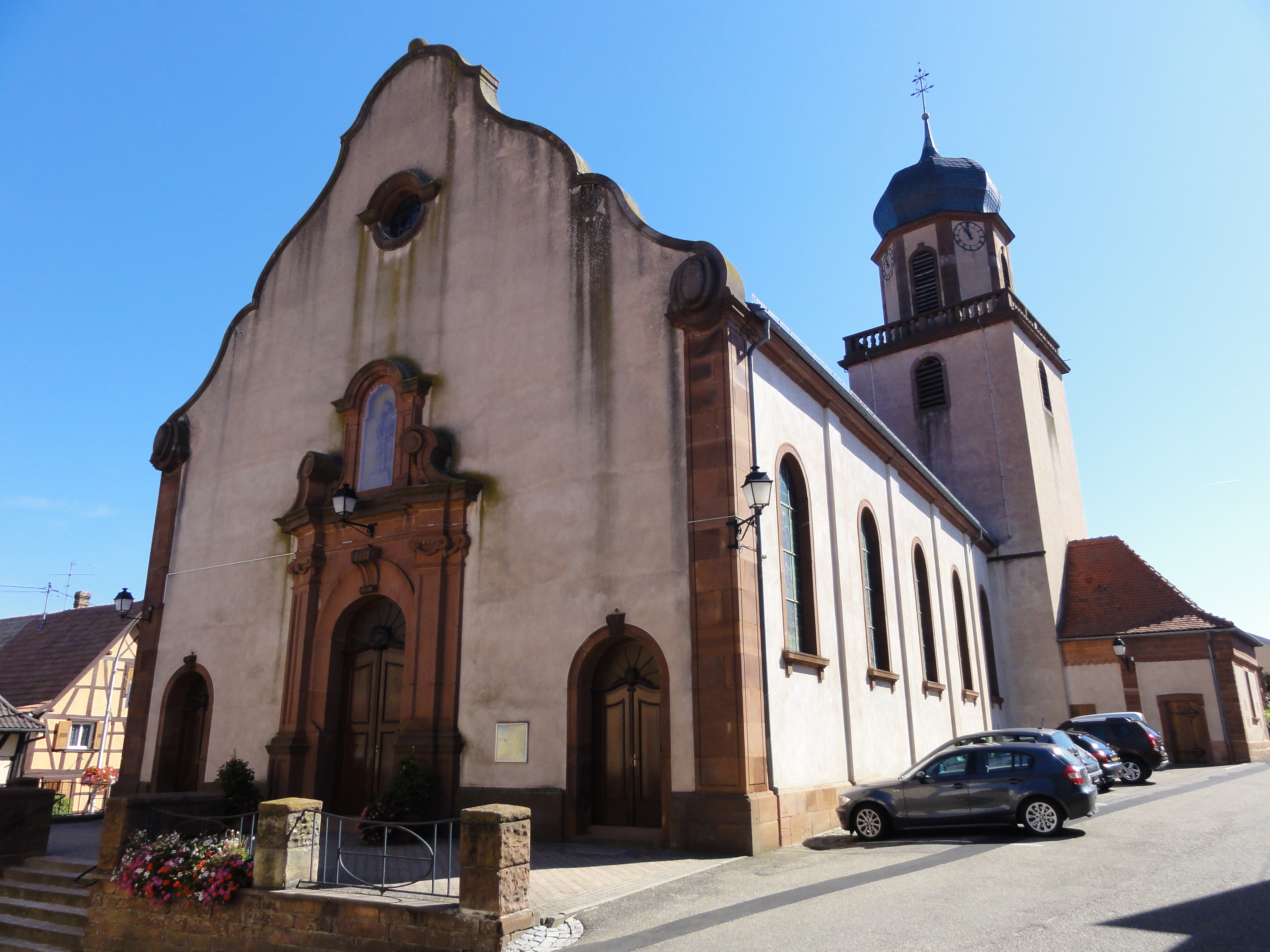
Церковь